# Обряд родини Масгрейвів
«Обряд родини Масгре́йвів» (англ. The Adventure of the Musgrave Ritual) — твір із серії «Спогади Шерлока Холмса» шотландського письменника Артура Конана Дойла. Вперше опубліковано у Strand Magazine у 1893 році.
Сам автор пізніше заніс цю історію до свого списку «12 улюблених історій про Шерлока Холмса».

## Сюжет
Колишній знайомий Холмса по коледжу Масгрейв звертається до нього з приводу загадкових подій, що відбуваються в його замку. Днями його дворецький був помічений, коли він переглядав сімейний документ, названий «Обрядом родини Масгрейвів». Господар хотів звільнити дворецького, але той несподівано зник. Служниця, у якої був роман зі зниклим, божеволіє. Холмс, приїхавши в будинок Масгрейвів, дізнається, що вона теж пропала. Її сліди обриваються біля озера. Прочесавши озеро, детектив знайшов мішок із залізом. Він вважає, що документ, яким цікавився дворецький, є важливим для цієї справи, оскільки дворецький ризикував хорошою роботою, коли йшов на це.
Пройшовши до місця, зазначеного в документі, Холмс, Масгрейв і двоє поліцейських знайшли кам'яну плиту, відсунувши яку, вони побачили порожню скриню й мертвого дворецького. Після цього Холмс зрозумів: дворецький був заручений зі служницею, але зустрівши жінку, гіднішу його, він кинув служницю. Дізнавшись про скарби, він захотів отримати їх. Він покликав на допомогу служницю, скориставшись тим, що вона закохана в нього. Проте вона досі ображалась на дворецького, тому при нагоді вбила його. Намагаючись приховати злочин, служниця поклала скарби в мішок, викинула його в озеро і втекла. Холмс попросив показати йому мішок, який знайшли в озері. Він дістав звідти корону, що належала Карлові І, предкові Масгрейва.

## Галерея

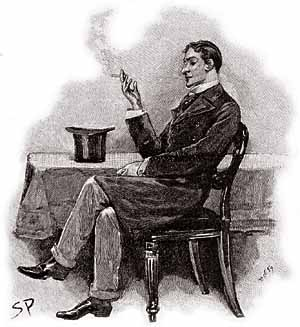
Реджинальд Масгрейв
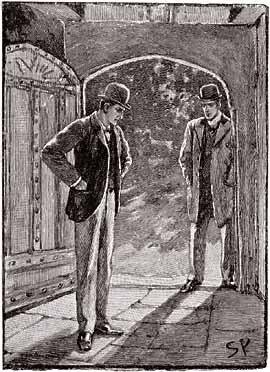
Холмс на вирахуваному ним місці
- Французький німий фільм «Обряд родини Масгрейвів» (фр. Le Trésor des Musgraves), що вийшов у 1912 році. Режисер — Жорж Тревіль[en][2]